# São Martinho de Candoso
São Martinho de Candoso ist eine Gemeinde im Norden Portugals.
São Martinho de Candoso gehört zum Kreis und zur Stadt Guimarães im Distrikt Braga, besitzt eine Fläche von 2,21 km² und hat 1234 Einwohner (Stand 19. April 2021).

## Bauwerke
- Igreja Matriz de São Martinho de Candoso